# Berengaudus
Berengaudus (840–892) était un moine bénédictin, supposé auteur de l'Expositio super septem visiones libri Apocalypsis, un commentaire latin du Livre de l'Apocalypse. Il est traditionnellement supposé être un moine de l'abbaye de Ferrières, à l'époque de Loup de Ferrières. L'attribution a été remise en question, mais l'Expositio a plus tard (au XIIe siècle) été beaucoup diffusée sous la forme de manuscrits.

## Date de l'Expositio
Il a été avancé que la date de l'Expositio ne peut pas être définitivement donnée, mais qu'elle est plus proche du XIIe que du IXe siècle. Il a également été dit que Berengaudus était un contemporain d'Anselme de Laon ; et qu'il a vécu un peu plus tôt, vers 1040. Mais Visser soutient, vu la familiarité avec le commentaire de Haimo d'Auxerre et la preuve interne fournie par un acrostiche, que l'identification traditionnelle est la bonne.